# Estação Las Torres (Metrô de Santiago)
A Estação Las Torres é uma das estações do Metrô de Santiago, situada em Santiago, entre a Estação Quilín e a Estação Macul. Faz parte da Linha 4.
Foi inaugurada em 02 de março de 2006. Localiza-se no cruzamento da Rodovia Vespucio Sur com a Avenida Las Torres. Atende as comunas de Macul e Peñalolén.